# Zuurhalogenide
Zuurhalogeniden of zuurhaliden zijn derivaten van organische zuren of anorganische oxozuren of thiozuren. Zuurhalogeniden kunnen afgeleid worden van zuren door substitutie van een of meer hydroxylgroepen (OH) met halogeenatomen (F, Cl, Br of I). 

Algemene formule van een oxozuur (wanneer Y = C, dan is dit een carbonzuur) en het corresponderende zuurhalogenide

Afhankelijk van het soort halogeen spreekt men over zuurfluoriden, zuurchloriden, zuurbromiden of zuurjodiden. 
De naam van zuurhalogeniden wordt gevormd uit een stam, afgeleid uit de naam van het zuur, en de uitgang -oylhalogenide.
Zuurhalogeniden zijn over het algemeen veel reactiever tegenover nucleofiele reagentia dan de corresponderende zuren (halogeenatomen zijn veel beter als leaving group dan de hydroxylgroep), en worden vaak gebruikt bij het bereiden van esters.
Acylhalogeniden of carbonzuurhalogeniden zijn de zuurhalogeniden van carbonzuren. 

## Enkele voorbeelden
- Fosforylchloride (POCl3), afgeleid van fosforzuur (PO(OH)3)
- Nitrosylchloride (NOCl), afgeleid van salpeterigzuur (NOOH)
- Nitrylchloride (NO2Cl), afgeleid van salpeterzuur (NO2OH)
- Thionylchloride (SOCl2), afgeleid van zwaveligzuur (SO(OH)2)
- Acetylchloride (CH3COCl), afgeleid van azijnzuur (CH3COOH)